# لوازم‌خانگی بی‌اس‌اچ
لوازم‌خانگی بی‌اس‌اچ (شرکت مسئولیت محدود) (به آلمانی: BSH Hausgeräte GmbH)؛ (اختصاری /B/S/H)، شرکت لوازم خانگی آلمانی است، که در سال ۱۹۶۷ میلادی تأسیس شد.